# Sataer
Il sataer (in lingua uigura ساتار; in cinese 萨塔尔) è un tradizionale strumento musicale cinese. Si tratta principalmente di un liuto dal collo lungo, utilizzato dagli uiguri in Cina settentrionale.